# Zavod imeni Malyševa (metropolitana di Charkiv)
La stazione di Zavod imeni Malyševa (in ucraino Завод імені Малишева, in russo Завод имени Малышева) è una stazione della metropolitana di Charkiv, sulla linea Cholodnohirs'ko-Zavods'ka.

## Storia
La stazione di Zavod imeni Malyševa venne attivata il 23 agosto 1975, contemporaneamente alla prima tratta (da Cholodna hora a Moskovs'kij prospekt) della linea Cholodnohirs'ko-Zavods'ka.

## Strutture e impianti
Si tratta di una stazione sotterranea, con due binari – uno per ogni senso di marcia – serviti da una banchina ad isola.

## Interscambi
- Fermata tram (linee 5 e 8) [4]